# Yacouba Diallo (cyclisme)
Pour l'homme politique malien, voir Yacouba Diallo. Pour les autres articles homonymes, voir Diallo.
Yacouba Diallo, né le 22 avril 1987, ou le 20 février 1996,, est un coureur cycliste malien.

## Biographie
En 2023, Yacouba Diallo devient champion du Mali sur route. Il se classe également troisième d'une étape du Tour de Côte d'Ivoire. 
Au printemps 2024, il participe à la dixième édition du Tour du Mali, inscrite au calendrier de l'UCI Africa Tour. Lors de la deuxième étape, il attaque et s'impose en solitaire à Niéna, sur ses terres natales. Il remporte ensuite le classement général du Tour du Togo.

## Palmarès
- 2018
  - 2e du Tour du Mali
- 2023
  -  Champion du Mali sur route
- 2024
  - 2e étape du Tour du Mali
  - Tour du Togo : 
    - Classement général
    - 2e étape